# Josep-Lluís Carod-Rovira
Josep-Lluís Carod-Rovira (ur. 17 maja 1952 w Cambrils) – kataloński polityk, w latach 2004–2008 przewodniczący Lewicy Republikańskiej Katalonii, premier Generalitat de Catalunya (2003–2004) i jej wicepremier (od 2006).

## Życiorys
Uzyskał licencjat z dziedziny filologii katalońskiej, po czym był zatrudniony w Generalitat jako lingwista (1981–1988) oraz szef wydziału kulturalnego urzędu w Tarragonie (1982–1984).
Od lat 70. działał w Socjalistycznej Partii Wyzwolenia Narodowego (Partit Socialista d’Alliberament Nacional, PSAN). Ze względu na udział w Zgromadzeniu Katalońskim został w 1973 aresztowany. W 1977 wystąpił z PSAN i kandydował do Parlamentu Katalonii w 1980 z listy Narodowców Lewicy (Nacionalistes d’Esquerres) w okręgu Tarragona. W 1986 rozstał się również i z tym ugrupowaniem. Opublikował artykuł „Crida nacional a ERC”, w którym postulował odnowienie przedwojennej ERC domagając się niezależności Katalonii od Hiszpanii. W 1988 został wybrany deputowanym do Parlamentu Katalonii z listy ERC. Rok później kandydował na sekretarza generalnego partii, jednak przed II turą wycofał swą kandydaturę.
W 1999 i 2003 ponownie wchodził w skład parlamentu regionalnego. Po klęsce wyborczej CiU w 2003 został mianowany premierem Generalitat (conseller en cap, conseller primer) w rządzie koalicyjnym złożonym z PSC, ERC i Zielonych-Zjednoczonej Lewicy. W 2003 był zmuszony podać się do dymisji po tym jak ujawniono jego spotkanie z liderem ETA. W 2004 stanął na czele listy ERC do Kongresu Deputowanych (partia zdobyła wówczas 8 miejsc w Kortezach), jednak mandatu nie objął. W lipcu 2004 podczas kongresu w Lleidzie został wybrany przewodniczącym ERC. W 2006 ponownie znalazł się w parlamencie Katalonii i wszedł w skład Generalitat jako jej wicepremier.

## Publikacje
- Rovira i Virgili i la qüestió nacional (1984)
- Marcel·lí Domingo, de l’escola a la República (1988)
- Tornar amb la gent (1997)
- Jubilar la Transició (1998)
- El futur a les mans (2003)
- 2014 Que parli el poble català (2008).